# Ямская (губа)
Ямска́я — губа на северо-востоке Охотского моря в заливе Шелихова. Вдаётся в материк между мысами Иретский на севере и Япон на юге, между которыми расстояние около 51 километра.

## Гидроним
Названа по реке Яма, которая в свою очередь вероятно корякского происхождения (на эвенском не этимологизируется), от номенклатурного термина на чавчувенском диалекте в’аям — «река».

## География
В северной части включает в себя Малкачанский залив с Малкачанской косой, в который впадает река Малкачан. На юге омывает полуостров Пьягина и мыс Кейтеван. В юго-западной части отделена Ямской косой от залива Переволочный. Рядом, между Переволочным мысом и полуостровом Ясындя, имеется узкий вход в бухту Внутренняя. Примерно в 36 километрах юго-восточнее находится остров Матыкиль, входящий в состав Ямских островов. Средняя величина прилива — 3 метра.
С июня по первую половину августа ветры в губе редко бывают сильнее свежего бриза, но иногда достигают штормовой силы. Штиль преобладает во второй половине августа и первой половине сентября. Северо-восточные ветры начинаются в конце сентября. Туман бывает довольно редко. Лёд в губе стоит с октября по конец июня или начало июля. Приливы и отливы нерегулярны. Самые высокие весенние приливы достигают около 6,4 метра, в то время как квадратурные приливы достигают около 2,1 метра. Приливные течения наиболее сильны в южной части губы, достигая 8-8,5 узлов во время сизигийных приливов в июле, 5,5-6 узлов в августе и 4-4,5 узла в сентябре.
Ежегодно в губе наблюдаются мощные нерестовые подходы дальневосточной наваги.

## История
В 1850—1860-х годах американские китобойные суда обследовали бухту в поисках гренландских китов. Также они торговали с местными жителями соболями и оленями.